# Ioan Mihail Racoviță
Ioan Mihail Racoviță (Bucarest, 7 marzo 1889 – Prigione di Sighet, 28 giugno 1954) è stato un generale e politico rumeno, veterano della prima guerra mondiale, dove si distinse particolarmente nel corso della campagna di Romania (1916-1917). Durante la seconda guerra mondiale comandò il Corpo d'armata di cavalleria durante le fasi iniziali dell'Operazione Barbarossa, e poi nell'avanzata verso il Caucaso. Tra il 25 gennaio e il 1 settembre 1944 fu comandante della 4ª Armata rumena, nel corso delle fasi finali del conflitto della Romania con l'Unione Sovietica; e dopo il colpo di Stato del re Michele I, servì brevemente come Ministro della Difesa del Regno di Romania (1 settembre - 5 novembre 1944). Dal 31 dicembre 1946 al 30 giugno 1947 fu comandante della 1ª Armata rumena. Decorato con l'Ordine di Michele il Coraggioso di terza classe, con la gran croce di cavaliere dell'Ordine della Stella di Romania, con la croce di commendatore dell'Ordine della Corona di Romania, con la croce di cavaliere della croce di ferro e la croce di ferro di prima classe tedesca.

## Biografia
Nacque a Bucarest il 7 marzo 1889. Arruolatosi nell'Esercito rumeno, nel 1906 fu ammesso a frequentare la Scuola per ufficiali di cavalleria, e dopo un anno fu mandato in Germania a proseguire gli studi presso la Scuola militare di Hannover, dove si brevettò nel 1909. Al suo ritorno in Romania fu assegnato in servizio con il grado di sottotenente presso il 2º Reggimento Roșiori di Bârlad. Ritornò in Germania nel 1910 per frequentare la Scuola di equitazione per gli ufficiali di Paderborn, che completò nel 1911. Promosso tenente, nel 1913 prestò servizio con il 2º Reggimento nel corso della seconda guerra balcanica, combattendo in Bulgaria. Dopo l'entrata in guerra del regno di Romania, avvenuta nel corso del 1916, prese parte alle operazioni belliche sul fronte rumeno, venendo promosso capitano nel 1916, e maggiore nel 1917.
Dopo la fine della guerra fu ammesso a frequentare la Scuola superiore della guerra, ottenendo il brevetto di ufficiale di stato maggiore nel 1921. Nel 1923 divenne tenente colonnello e nel 1928 colonnello, nel 1936 generale di brigata e fu elevato al rango di maggiore generale nel 1940.
Dopo l'inizio dell'operazione Barbarossa (22 giugno 1942) comandò il Corpo di cavalleria rumeno durante la fase iniziale dell'attacco. Alla testa delle sue truppe avanzò dalla Romania al Caucaso. Prese parte all'operazione München, alla battaglia del Mar d'Azov che portò alla distruzione della 9ª e 18ª Armata sovietica, e alla battaglia del Caucaso. Fu decorato con l'Ordine di Michele il Coraggioso di terza classe il 17 ottobre 1941 per il modo in cui condusse le sue truppe nel forzamento del fiume Dnepr e nell'inseguimento delle forze sovietiche in ritirata, prendendo 12.783 prigionieri e catturando 450 veicoli e 70 carri armati.
Promosso tenente generale il 18 luglio 1942, venne sostituito alla testa del Corpo di cavalleria il 1 ° gennaio 1943 e, richiamato in Romania, assunse il comando della guarnigione della Capitale.
Il 1 novembre assunse il comando del Corpo meccanizzato, e il 25 gennaio 1944 della 4ª Armata che dovette essere completamente ricostruita dopo l'esito negativo della battaglia di Stalingrado. Condusse l'armata nella primavera e nell'estate del 1944, durante le battaglie difensive nel nord della Romania contro l'avanzata dell'Armata Rossa. Insieme ai reparti della Wehrmacht, la 4ª Armata respinse numerosi attacchi sovietici nel corso della prima offensiva Iaşi-Chişinău, e nella prima e seconda battaglia di Târgu Frumos. Il 7 luglio 1944 venne insignito della Croce dei Cavaliere della Croce di Ferro, una delle più prestigiose onorificenze militari della Germania nazista.
Dopo il colpo di stato voluto da re Michele I il 23 agosto 1944, in cui ricoprì un ruolo importante, il 1 settembre fu nominato ministro della difesa nel nuovo governo filo-alleato del generale Constantin Sănătescu.  Ricoprì questa posizione fino al 5 novembre dello stesso anno, quando fu nominato Ispettore Generale dell'Arma di Cavalleria.
Tra il 20 maggio 1945 e il 20 maggio 1946 fu comandante del 3° Ispettorato generale. Fu poi promosso al grado di generale il 31 dicembre 1946, e gli fu dato il comando della 4ª Armata, incarico che mantenne fino al 30 giugno 1947. Il 1 ° settembre dello stesso anno lasciò il servizio attivo.
Nel giugno 1950 fu arrestato e incarcerato nella prigione di Sighet, dove morì il 28 giugno 1954.

### Annotazioni
1. ↑  Ultimo militare rumeno ad esserne insignito.

### Fonti
1. 1 2 3 4 5 6 7 8 9 10 11 12 13 14 15 16  Worldwar 2.
2. 1 2 3  Generals.
3. 1 2  Decretul Regal nr. 2.886 din 17 octombrie 1941 pentru conferiri de ordine, publicat în Monitorul Oficial, anul CIX, nr. 248 din 18 octombrie 1941, partea I-a, p. 6.394.
4. ↑  Decretul regal nr. 1.628 din 1 septembrie 1944 pentru numiri de miniștri secretari de Stat, publicat în Monitorul Oficial, anul CXII, nr. 202 din 2 septembrie 1944, partea I-a, p. 6.232.
5. ↑  Decretul Regal nr. 1.906 din 8 iunie 1940 pentru numiri de membri ai ordinului „Coroana României”, publicat în Monitorul Oficial, anul CVIII, nr. 131 din 8 iunie 1940, partea I-a, p. 2.789.